# Museu de Waikato
O Museu de Waikato é um museu em Hamilton, Nova Zelândia. Anteriormente chamado Museu de Arte e História de Waikato, o nome foi alterado devido à incorporação do Centro de Ciência Exscite. O seu endereço actual é Grantham Street, 1, no sul do centro financeiro de Hamilton, onde abriu em 1987. Fica em terra dada à Câmara Municipal de Hamilton pela tribo Tainui, e em parte por isso há uma grande presença dos Tainui no museu. Anteriormente o museu estava baseado na London Street.
O museu tem sido alvo de controvérsia, desde a sua abertura em 1987, aos seus novos conceitos de entretenimento educacional e às suas exposições interactivas.

## Ligações Externas
- Museu de Waikato - Página Oficial.